# Mauro Martini

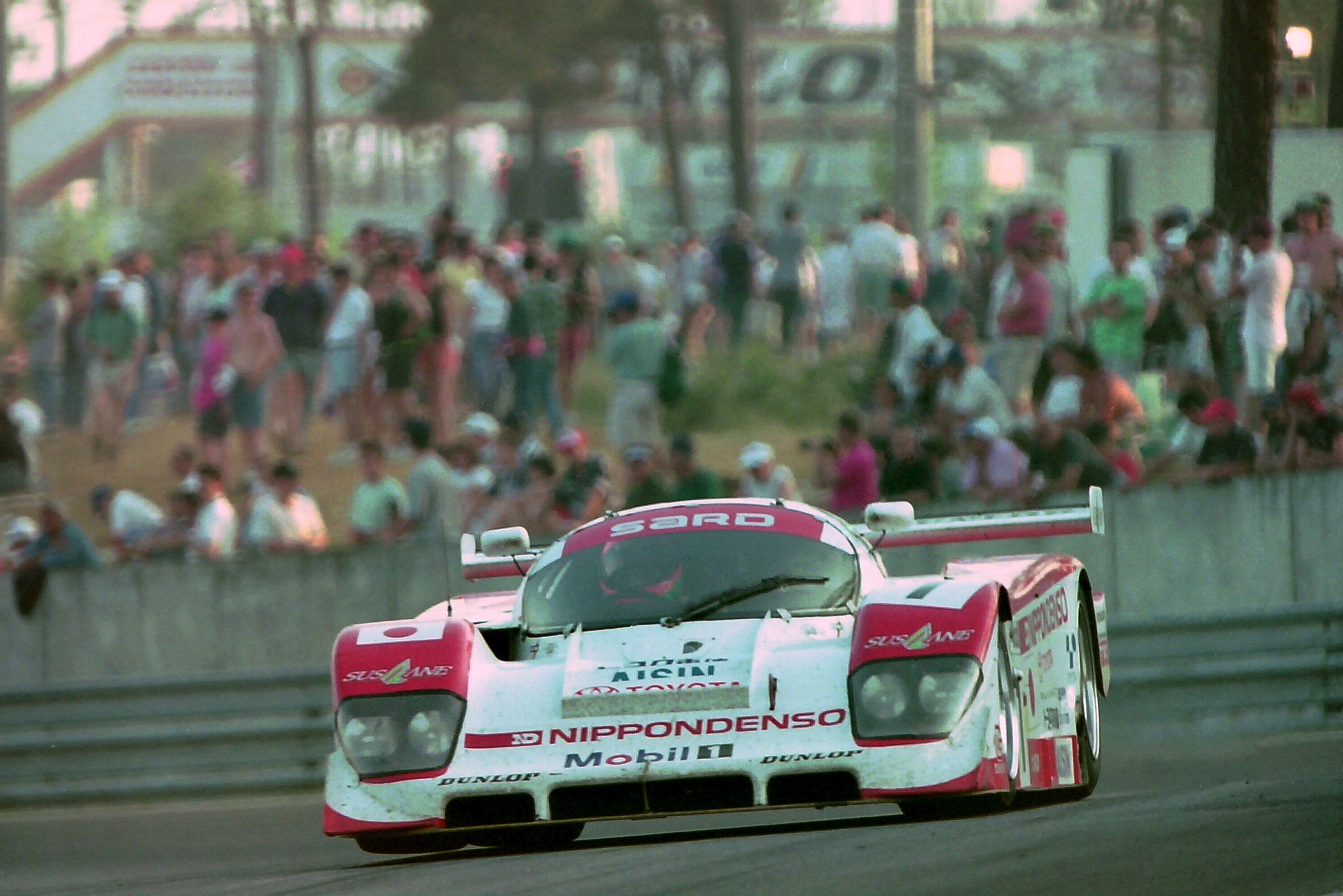
Der Toyota 94C-V von Eddie Irvine, Jeff Krosnoff und Mauro Martini beim 24-Stunden-Rennen von Le Mans 1994

Mauro Martini (* 17. Mai 1964 in Alfonsine) ist ein ehemaliger italienischer Autorennfahrer.

## Karriere
Mauro Martini begann seine Karriere 1985 in der italienischen Formel-3-Meisterschaft und feierte 1987 auf einem Dallara 387 seinen ersten Laufsieg in dieser Rennserie. Auch 1988 war er in dieser Rennserie engagiert, bestritt im selben Jahr aber auch alle Rennen im europäischen Formel-3-Cup. In beiden Meisterschaften erreichte Martini Ende des Jahres den zweiten Rang in der Gesamtwertung. 1989 stieg er in die japanische Formel-3000-Meisterschaft ein, in der er bis 1996 aktiv blieb. 1990 wurde er dort Gesamtdritter.
1991 gab er sein Debüt beim 24-Stunden-Rennen von Le Mans. Seine beste Platzierung an der Sarthe erreichte er 1994 mit dem zweiten Gesamtrang, den er gemeinsam mit Eddie Irvine und Jeff Krosnoff auf einem Toyota 94C-V einfuhr.
Nach einem Rennen in der Formel Nippon und drei Einsätzen in der FIA-GT-Meisterschaft, auf einem Lotus Elise GT1, trat er Ende 1997 vom Rennsport zurück.

## Statistik

### Le-Mans-Ergebnisse
| Jahr | Team                       | Fahrzeug           | Teamkollege         | Teamkollege    | Platzierung            | Ausfallgrund     |
| ---- | -------------------------- | ------------------ | ------------------- | -------------- | ---------------------- | ---------------- |
| 1991 | TWR Suntec Racing          | Jaguar XJR 12      | David Leslie        | Jeff Krosnoff  | Ausfall                | Kraftübertragung |
| 1993 | Y’s Racing Team            | Toyota 93C-V       | Roland Ratzenberger | Naoki Nagasaka | Rang 5 und Klassensieg |                  |
| 1994 | SARD Company Ltd.          | Toyota 94C-V       | Eddie Irvine        | Jeff Krosnoff  | Rang 2 und Klassensieg |                  |
| 1995 | SARD Co. Ltd.              | Toyota Supra GT LM | Marco Apicella      | Jeff Krosnoff  | Rang 14                |                  |
| 1996 | Team Menicon SARD Co. Ltd. | SARD MC8-R         | Alain Ferté         | Pascal Fabre   | Rang 24                |                  |

### Einzelergebnisse in der Sportwagen-Weltmeisterschaft
| Saison | Team          | Rennwagen     | 1   | 2   | 3   | 4   | 5   | 6   | 7   | 8   |
| ------ | ------------- | ------------- | --- | --- | --- | --- | --- | --- | --- | --- |
| 1991   | TWR Jaguar    | Jaguar XJR-12 | SUZ | MON | SIL | LEM | NÜR | MAG | MEX | AUT |
| 1991   | TWR Jaguar    | Jaguar XJR-12 | DNF |     |     |     |     |     |     |     |
| 1992   | From A Racing | Nissan R91CK  | MON | SIL | LEM | DON | SUZ | MAG |     |     |
| 1992   | From A Racing | Nissan R91CK  |     | 4   |     |     |     |     |     |     |